# Taraxacum venustum
Taraxacum venustum là một loài thực vật có hoa trong họ Cúc. Loài này được H.Koidz. miêu tả khoa học đầu tiên năm 1933.